# Programme de défense antimissile balistique indien

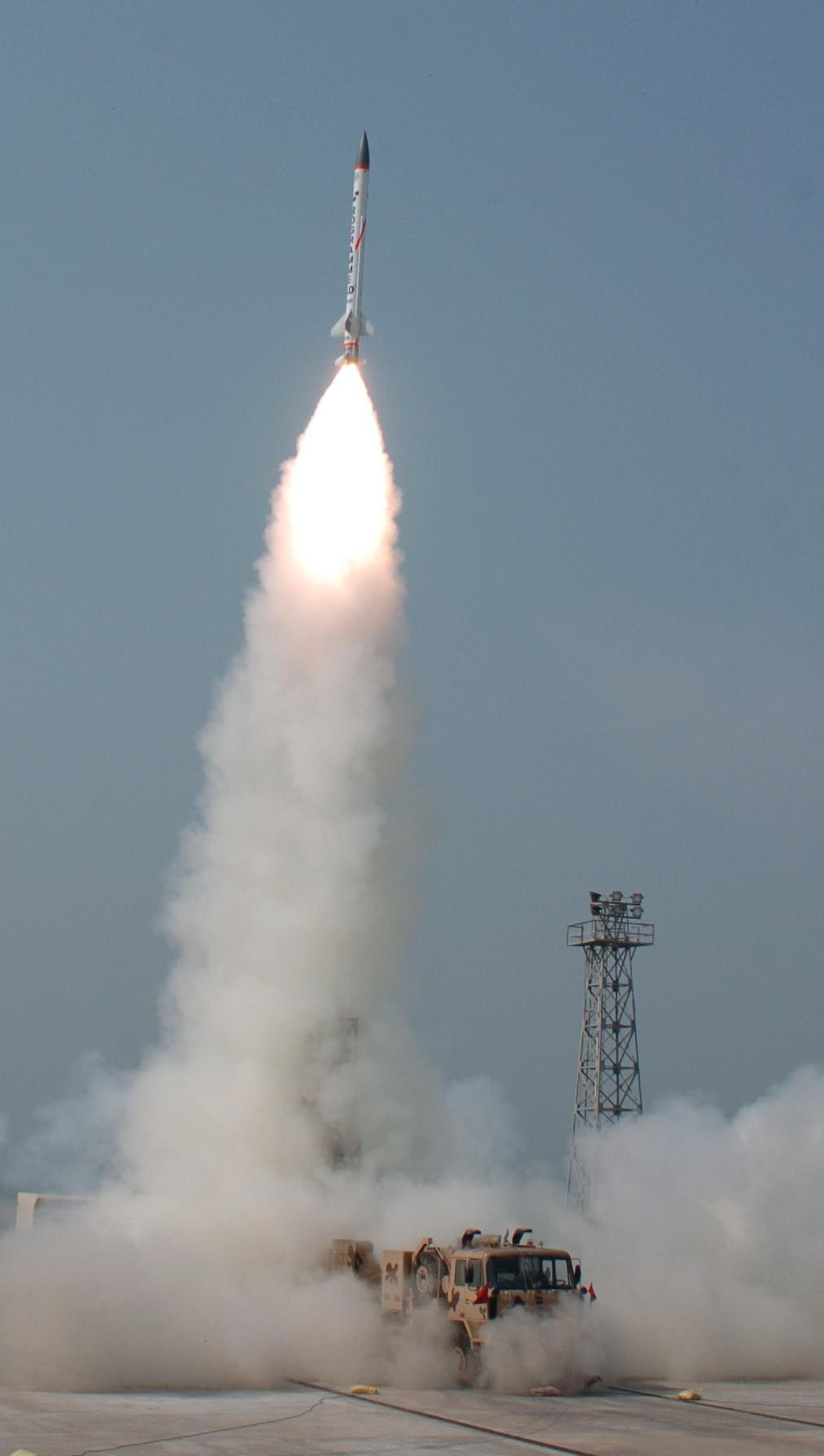
Tir d'un missile Advanced Air Defense (AAD).

Le programme de défense antimissile balistique indien est une tentative par l'Inde de développer et de déployer un système multi-volets de défense contre les missiles balistiques en cours depuis 1999. Il est introduit à la suite des menaces de missiles balistiques du Pakistan
En 2002, l'Inde achète 2 radars EL/M-2080 Green Pine israéliens et un troisième en 2005 pour évaluation et surveiller les tirs de missiles pakistanais. L'achat du système complet Arrow est alors bloqué par les États-Unis à la suite du régime de contrôle de la technologie des missiles.
Le 18 juillet 2005, les États-Unis et l’Inde ont annoncé un partenariat stratégique, concrétisé par un accord-cadre de coopération technologique privilégiée dans quatre domaines
spécifiques : le transfert de haute technologie, la vente de réacteurs nucléaires civils, la coopération en matière spatiale et la défense antimissiles.

## Systèmes d'arme

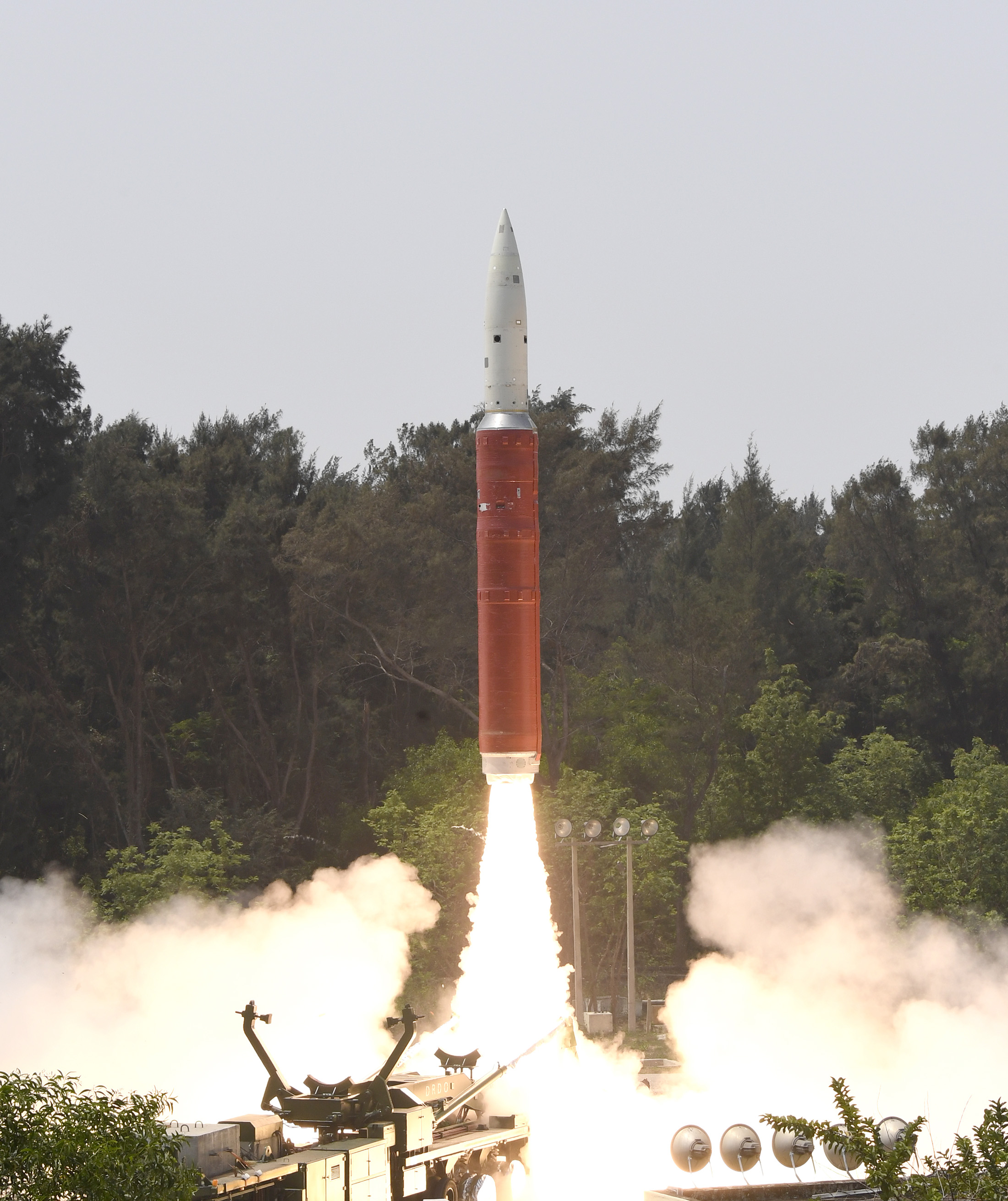
Missile Ballistic Missile Defence (BMD) Interceptor indien utilisé pour le tir antisatellite du 27 mars 2019.

La première génération est un système à deux volets faisant appel à deux missiles conçu par le Defence Research and Development Organisation : un missile d'interception, le Prithvi Air Defence (PAD), une version du missile Prithvi, pour les interceptions à haute altitude comprises entre 50 et 80 km et l’Advanced Air Defence (AAD) pour les interceptions à basse altitude entre 15 et 30 km. Ce système serait théoriquement capable d'intercepter des missiles tirés à 5 000 kilomètres de distance.
Les PAD ont été testés par les forces armées indiennes en novembre 2006, suivis des AAD en décembre 2007. En tirant avec succès le PAD, l'Inde est devenue la quatrième nation à mettre au point un système de défense contre les missiles balistiques, après les États-Unis, la Russie et Israël.
En 2009, les essais du PAD sont effectués avec un nouveau radar longue portée nommée Swordfish inspiré des radars israéliens.
La Russie a aidé l'Inde à développer l'intercepteur, Israël a fourni une aide au développement du radar Swordfish et la France avec le système de conduite de tir.
Les premiers systèmes devraient être opérationnels en 2015 si les tests sont concluants.
D'autres types de missiles sont en développement dont une autre version biétage du missile Prithvi nommé Prithvi Defense Vehicule conçue pour détruite les cibles exo-atmosphérique à des altitudes de plus de 120 km et ayant une portée de 2 000 km. Le premier tir d'essai de ce dernier, le 7e d'un antimissile indien, a lieu le 27 avril 2014.
Un engin à trois étages, le Ballistic Missile Defence (BMD) Interceptor est utilisé en mode antisatellite le 27 mars 2019 contre le Microsat-R.